# Rodrigo Molina
Rodrigo Molina Rodríguez (Pravia; 23 de octubre de 1920-Madrid;  28 de abril de 2002) fue un sacerdote español y fundador de la Asociación católica de fieles Pía Unión Lumen Dei, Unión Lumen Dei, ABC PRODEIN y diversas iniciativas sociales. 

## Biografía
Era hijo de Rodrigo Molina Gil, notario andaluz, y de la asturiana Rita Rodríguez García-Arango, y hermano de Juan Jesús (ingeniero de Montes), Fernando (ingeniero de Montes), Gaspar (fiscal), Luis (fiscal), Isabel (monja jesuitina), Braulio (magistrado) y Dolores.
Estudió en el Colegio de Religiosas y de Sacerdotes de Pravia, e ingresó después en el Colegio de la Inmaculada de Gijón, hasta que su familia se mudó a Madrid en 1935, terminando sus estudios de bachillerato en el Colegio Nuestra Señora del Recuerdo, también de la Compañía de Jesús.
Su conocida fidelidad al mensaje de san Ignacio de Loyola le llevó a ingresar en el noviciado de la Compañía de Jesús el 13 de noviembre de 1939. 
El 13 de julio de 1956 fue ordenado sacerdote jesuita, celebrando su primera misa en el madrileño Pozo del Tío Raimundo, lugar donde también trabajaron los jesuitas José María Llanos y José María Díez-Alegría. Hizo dos años de terceronato en la casa jesuítica de San Jerónimo, en el Monasterio de los Jerónimos de San Pedro de la Ñora, existente en la localidad de Guadalupe (Murcia), donde llegó en 1958, quedándose posteriormente destinado en la misma para crear y dirigir desde 1961 la nueva Escuela Profesional "San Jerónimo", popularmente conocida en la huerta murciana por SANJE, que abandonó a finales de 1965 por ser destinado a Cusco (Perú). 
En 1966, el jesuita Ricardo Durand Flórez fue ordenado obispo de Cusco y el padre Molina fue destinado a dicha ciudad como colaborador de aquel. Allí vio directamente la miseria del pueblo quechua y fundó, el 10 de julio de 1967, una asociación para servir de puente entre Perú y España, tanto para obtener recursos económicos como espirituales, que se denominó PRODESA que en la actualidad es la plataforma de desarrollo integral ABC PRODEIN.